# Посольство Мальтійського Ордену в Україні
Посольство Суверенного Військового Мальтійського Ордену в Україні — офіційне дипломатичне представництво Мальтійського Ордену в Україні. Відповідає за підтримання та розвиток відносин між Мальтійським Орденом та Україною.

## Історія посольства

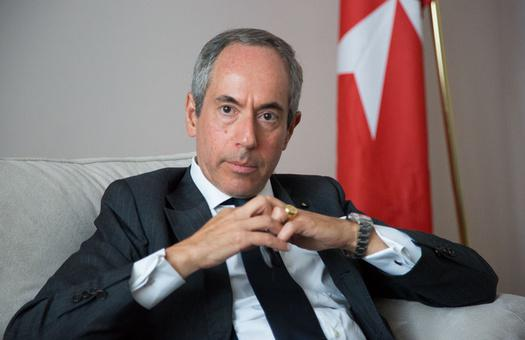
Надзвичайний і Повноважний Посол Мальтійського Ордену в Україні Антоніо Ґаззанті Пульєзе ді Котроне

Дипломатичні відносини між Україною та Мальтійським орденом встановлені 5 липня 2007 після підписання послом України в Італії Георгієм Чернявським від імені України Протоколу (у формі обміну нотами) між Україною та Суверенним військовим Орденом Госпітальєрів Святого Івана Єрусалимського, Родосу і Мальти про встановлення дипломатичних відносин. 
21 липня 2008 п. Тетяну Іжевську, Посла України при Святому Престолі (Ватикані), було призначено Надзвичайним і Повноважним Послом України при Суверенному Військовому Ордені Госпітальєрів Святого Іоанна Єрусалимського, Родосу і Мальти за сумісництвом.. 3 березня 2009 Тетяна Іжевська вручила вірчі грамоти Великому Магістру Мальтійського Ордену Фра Метью Фестінгу.
У свою чергу, 16 квітня 2008 року Князь і Великий Магістр Мальтійського Ордену призначив пана Пауля Фрідріха фон Фурхерра Надзвичайним і Повноважним Послом Суверенного Військового Ордену Госпітальєрів Святого Іоанна Єрусалимського, Родосу і Мальти в Україні, а 21 листопада 2008 року відбулося вручення вірчих грамот Президентові України Вікторові Ющенку.

## Посли Мальтійського Ордену в Україні
1. Пауль Фрідріх фон Фурхерр[3] (2008—2012)[4], посол за сумісництвом.
2. Пауль Фрідріх фон Фурхерр (2012—2014)
3. Антоніо Ґаззанті Пульєзе ді Котроне (2014-)[5][6][7]